# Heinrich II. von Rosenberg

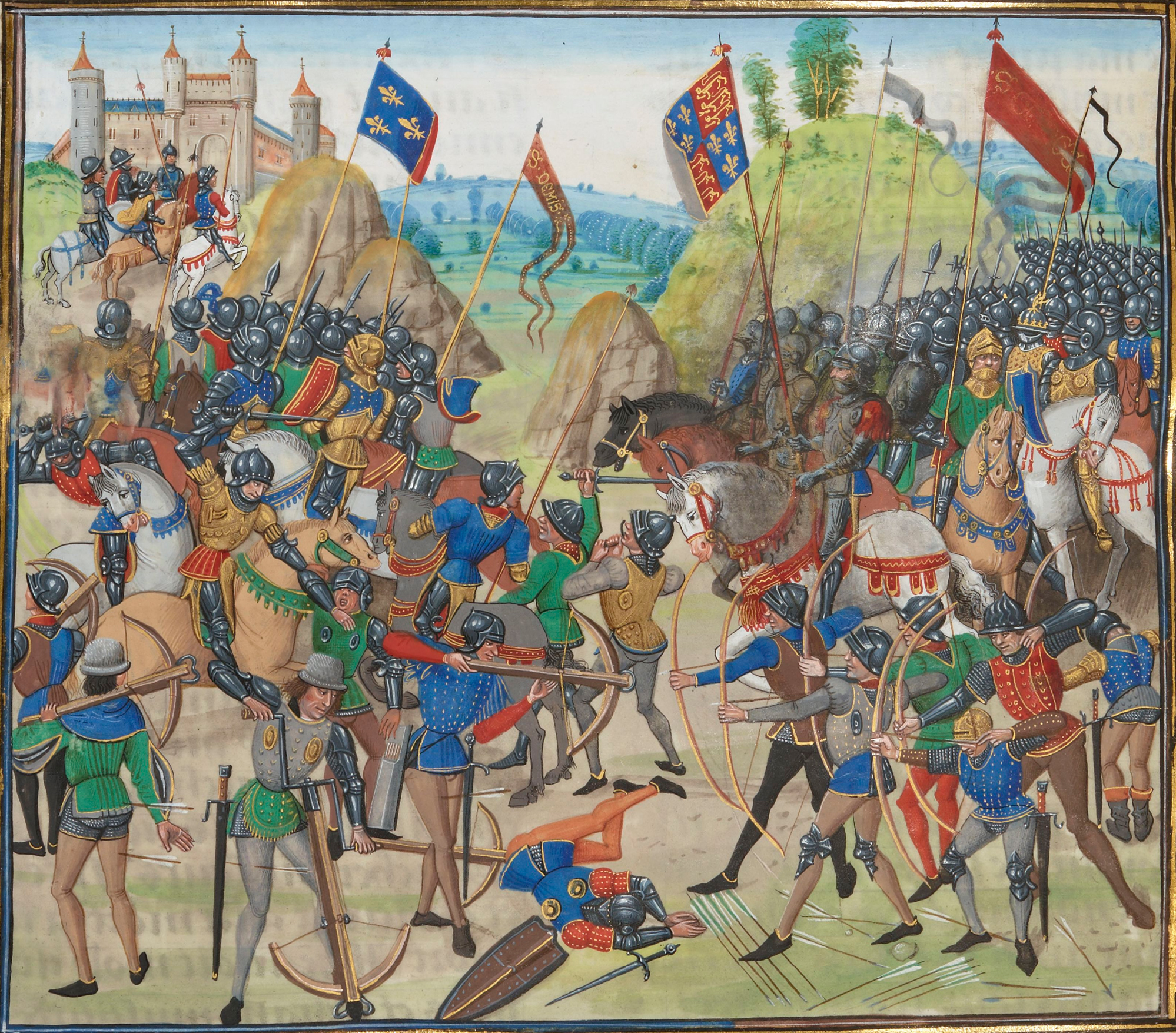
Darstellung der Schlacht von Crécy

Heinrich II. von Rosenberg (tschechisch: Jindřich II. z Rožmberka, * um 1320 wahrscheinlich auf Burg Krumau in Krumau; † 26. August 1346 bei Crécy-en-Ponthieu) war ein böhmischer Adliger.

## Leben
Heinrich II. von Rosenberg entstammte dem böhmischen Adelsgeschlecht Rosenberg. Seine Eltern waren Peter I. von Rosenberg und Katharina von Wartenberg († 1355). Obwohl Heinrich der älteste Sohn war, erlangte er nicht die Position des Regenten. Er starb 1346, ein Jahr vor seinem Vater, gemeinsam mit dem böhmischen König Johann von Luxemburg in der Schlacht von Crécy. Heinrichs Leichnam wurde im Benediktinerkloster Altmünster in Luxemburg beigesetzt.